# Episodi di Studio One (decima stagione)
La decima stagione della serie televisiva Studio One è andata in onda negli Stati Uniti dal 9 settembre 1957 al 29 settembre 1958 sulla CBS.
| nº | Titolo originale                 | Prima TV USA      |
| -- | -------------------------------- | ----------------- |
| 1  | The Night America Trembled       | 9 settembre 1957  |
| 2  | First Prize for Murder           | 16 settembre 1957 |
| 3  | Mutiny on the Shark: Part 1      | 23 settembre 1957 |
| 4  | Mutiny on the Shark: Part 2      | 30 settembre 1957 |
| 5  | The Morning After                | 7 ottobre 1957    |
| 6  | Act of Mercy                     | 14 ottobre 1957   |
| 7  | The Deaf Heart                   | 21 ottobre 1957   |
| 8  | Bend in the Road                 | 4 novembre 1957   |
| 9  | Twenty-Four Hours                | 11 novembre 1957  |
| 10 | Please Report Any Odd Characters | 18 novembre 1957  |
| 11 | Escape Route                     | 2 dicembre 1957   |
| 12 | No Deadly Medicine: Part 1       | 9 dicembre 1957   |
| 13 | No Deadly Medicine: Part 2       | 16 dicembre 1957  |
| 14 | The Brotherhood of the Bell      | 6 gennaio 1958    |
| 15 | The Other Place                  | 13 gennaio 1958   |
| 16 | Trial by Slander                 | 20 gennaio 1958   |
| 17 | Balance of Terror                | 27 gennaio 1958   |
| 18 | The Laughing Willow              | 3 febbraio 1958   |
| 19 | Presence of the Enemy            | 10 febbraio 1958  |
| 20 | Tide of Corruption               | 17 febbraio 1958  |
| 21 | The Lonely Stage                 | 24 febbraio 1958  |
| 22 | The Fair-Haired Boy              | 3 marzo 1958      |
| 23 | A Dead Ringer                    | 10 marzo 1958     |
| 24 | Tongues of Angels                | 17 marzo 1958     |
| 25 | The Award Winner                 | 24 marzo 1958     |
| 26 | The Shadow of a Genius           | 31 marzo 1958     |
| 27 | Mrs. 'Arris Goes to Paris        | 14 aprile 1958    |
| 28 | The Desperate Age                | 21 aprile 1958    |
| 29 | The Edge of Truth                | 28 aprile 1958    |
| 30 | The McTaggart Succession         | 5 maggio 1958     |
| 31 | Kurishiki Incident               | 12 maggio 1958    |
| 32 | A Funny-Looking Kid              | 19 maggio 1958    |
| 33 | The Enemy Within                 | 26 maggio 1958    |
| 34 | Ticket to Tahiti                 | 2 giugno 1958     |
| 35 | The Strong Man                   | 9 giugno 1958     |
| 36 | The Left-Handed Welcome          | 16 giugno 1958    |
| 37 | The Man Who Asked for a Funeral  | 23 giugno 1958    |
| 38 | The Undiscovered                 | 30 giugno 1958    |
| 39 | Man Under Glass                  | 14 luglio 1958    |
| 40 | A Delicate Affair                | 28 luglio 1958    |
| 41 | The Last Summer                  | 4 agosto 1958     |
| 42 | Tag-Along                        | 11 agosto 1958    |
| 43 | Birthday Present                 | 18 agosto 1958    |
| 44 | Bellingham                       | 25 agosto 1958    |
| 45 | The Lady Died at Midnight        | 1º settembre 1958 |
| 46 | Music U.S.A.                     | 8 settembre 1958  |
| 47 | No Place to Run                  | 15 settembre 1958 |
| 48 | Image of Fear                    | 29 settembre 1958 |

## The Night America Trembled
- Diretto da:
- Scritto da:

### Trama
- Interpreti: Edward R. Murrow (se stesso / narratore), Alexander Scourby (Phillips  - presentatore), Robert Blackburn (Director), Casey Allen (primo annunciatore), Norman Rose (secondo annunciatore), Ray Boyle (primo attore), Frank Marth (secondo attore), Edward Asner (terzo attore), Freda Holloway (Mary), John Gibson (padre di Mary), Clint Kimbrough (Bob), Tom Clancy (Tom), Vincent Gardenia (Dick), Fred J. Scollay (Harry), James Coburn (Sam), Priscilla Gillette (Elaine), Susan Hallaran (Millie), Crahan Denton (Mack), Al Markim (Brownie), Frank Daly (editore), Roger Quinlan (terzo uomo), Larry Robinson (dealer), Warren Beatty (primo giocatore di carte), Warren Oates (secondo giocatore di carte), Fritz Weber (terzo giocatore di carte), Bob Kilgallen (studente), Betty Furness (se stessa - annunciatrice sponsor), John Astin (reporter)

## First Prize for Murder
- Diretto da:
- Scritto da:

### Trama
- Interpreti: Philip Coolidge (Severns), Colleen Dewhurst, Betty Furness (se stessa - annunciatrice sponsor), Larry Hagman, Jonathan Harris (maestro di cerimonie), Ross Martin, Darren McGavin (Johnny Quigg), Barbara O'Neil (Mrs. Cory)

## Mutiny on the Shark: Part 1
- Diretto da:
- Scritto da:

### Trama
- Interpreti: Richard Basehart (Matt Donovan), Betty Furness (se stessa - annunciatrice sponsor), Robert Loggia (tenente Joe Crane), Betsy Palmer (Ann Meade), William Smithers (tenente Bill Meade)

## Mutiny on the Shark: Part 2
- Diretto da:
- Scritto da:

### Trama
- Interpreti: Richard Basehart (Matt Donovan), Betty Furness (se stessa - annunciatrice sponsor), Larry Gates (Clayman), Ann Hillary (Marcia Crane), Robert Loggia (tenente Joe Crane), Betsy Palmer (Ann Meade), William Smithers (tenente Bill Meade)

## The Morning After
- Diretto da:
- Scritto da:

### Trama
- Interpreti: Barbara Bel Geddes (Charlotte Lamb), Tom Carlin (Graham), Betty Furness (se stessa - annunciatrice sponsor), Arthur Hill (Ivory), Gregory Morton (Mr. Lamb), Meg Mundy (Mrs. Taggert), Chris Snell (Ashley), Rex Thompson (Taggert)

## Act of Mercy
- Diretto da:
- Scritto da:

### Trama
- Interpreti: Kathleen Comegys (Mrs. Rainey), Betty Furness (se stessa - annunciatrice sponsor), Tommy Hall (Tommy Baxter), Richard Kiley (Fred Baxter), Frank Overton (dottor Manning), Maxine Stewart (Mrs. Schwartz), Beatrice Straight (Pamela Baxter)

## The Deaf Heart
- Diretto da:
- Scritto da:

### Trama
- Interpreti: Clarice Blackburn (Social Worker), John Connell (Psychologist), Betty Furness (se stessa - annunciatrice sponsor), Piper Laurie (Ruth Cornelius), Vivian Nathan (Mrs. Drescher), Tom Flatley Reynolds (Mr. Cornelius), William Shatner (dottor Franck), Richard Shepard (Joe), Fritz Weaver, Ruth White (Mrs. Cornelius)

## Bend in the Road
- Diretto da:
- Scritto da:

### Trama
- Interpreti: Betty Furness (se stessa - annunciatrice sponsor), Ernest Graves (Charlie Lockman), Cathleen Nesbitt (Hazel Lockman), Franchot Tone (Rev. Lockman)

## Twenty-Four Hours
- Diretto da:
- Scritto da:

### Trama
- Interpreti: Joseph Anthony (governatore), Betty Furness (se stessa - annunciatrice sponsor), Lorne Greene (Minister of the Interior), Jason Robards (prigioniero), Harry Townes (Outarist)

## Please Report Any Odd Characters
- Diretto da:
- Scritto da:

### Trama
- Interpreti: John Carradine (Mr. Wadleigh), Betty Furness (se stessa - annunciatrice sponsor), Peg Hillias, Henry Jones (Simon Hazlett), Phyllis Love (Alice Nichols), Kay Medford

## Escape Route
- Diretto da:
- Scritto da:

### Trama
- Interpreti: James Daly (professore Amos Tucker), Dino Di Luca (professore Vargas), Robert Flemyng, Betty Furness (se stessa - annunciatrice sponsor), Juano Hernández (Ricardo Calader), Leueen MacGrath (Lois Tucker), Murray Matheson (dottor Parant), Joseph Yadin (uomo in Oxford Suit)

## No Deadly Medicine: Part 1
- Diretto da:
- Scritto da:

### Trama
- Interpreti: Philip Bourneuf (dottor Kent O'Donald), James Broderick (John Alexander), Charles Bronson (Cal), Lee J. Cobb (dottor Joseph Pearson), Russell Collins (Carl Bannister), Betty Furness (se stessa - annunciatrice sponsor), William Shatner (dottor David Coleman), Betty Sinclair (dottor Lucy Grainger), Gloria Vanderbilt (Elizabeth Alexander)

## No Deadly Medicine: Part 2
- Diretto da:
- Scritto da:

### Trama
- Interpreti: Philip Bourneuf (dottor Kent O'Donald), James Broderick (John Alexander), Charles Bronson (Cal), Lee J. Cobb (dottor Joseph Pearson), Russell Collins (Carl Bannister), Betty Furness (se stessa - annunciatrice sponsor), William Shatner (dottor David Coleman), Betty Sinclair (Dr, Lucy Grainger), Gloria Vanderbilt (Elizabeth Alexander)

## The Brotherhood of the Bell
- Diretto da:
- Scritto da:

### Trama
- Interpreti: John Baragrey (Chad Hammond), Sheila Bromley (Marie), Tom Drake (Clark Sherrell), Joanne Dru (Suzie Sherrell), Betty Furness (se stessa - annunciatrice sponsor), Dorothy Green (Vivian Waterson), Douglas Kennedy (Mr. Gordon), Cameron Mitchell (James Waterson), Pat O'Brien (Mike Waterson), Frank Wilcox (capo Councilor)

## The Other Place
- Diretto da:
- Scritto da:

### Trama
- Interpreti: Phyllis Avery (Paula), Richard Carlson (Harvey Lindfield), Marilyn Erskine (Mavis), Glenda Farrell (Mrs. Endsley), Betty Furness (se stessa - annunciatrice sponsor), Cedric Hardwicke (Sir Alaric)

## Trial by Slander
- Diretto da:
- Scritto da:

### Trama
- Interpreti: Whit Bissell (Denton), Jackie Coogan (Jeffers), Rosemary DeCamp (Cora Thompson), Betty Furness (se stessa - annunciatrice sponsor), Dennis Hopper (David Williams), Margaret O'Brien (Julie Denton), Steve Stevens (Mickey), Franchot Tone (Douglas Thompson)

## Balance of Terror
- Diretto da:
- Scritto da:

### Trama
- Interpreti: Corinne Calvet (Fraulein Vogel), Rosemary Clooney (se stessa - ospite intervallo), Noel Drayton (Gifford), Betty Furness (se stessa - annunciatrice sponsor), Louis Hayward (Mike Fenby), Leonid Kinskey (se stesso), Werner Klemperer (Dorfmann), June Lockhart (Anna Fortner), Hugh Marlowe (Harry Radcliff), Herbert Marshall (colonnello Beaumont)

## The Laughing Willow
- Diretto da:
- Scritto da:

### Trama
- Interpreti: Lee Bowman (Alan Morewether), Richard Denning (Jack Marshall), Nina Foch (Belinda Cattson), Betty Furness (se stessa - annunciatrice sponsor), Jane Wyatt (Bunny Gates)

## Presence of the Enemy
- Diretto da:
- Scritto da:

### Trama
- Interpreti: Anne Francis (Kristin), Betty Furness (se stessa - annunciatrice sponsor), James Gregory (James Metcalf), Bethel Leslie (Marian Metcalf), E.G. Marshall (Everett), Tommy Rettig (Boy)

## Tide of Corruption
- Diretto da:
- Scritto da:

### Trama
- Interpreti: Amanda Blake (Joan Roberts), Ray Danton (Callaghan), Betty Furness (se stessa - annunciatrice sponsor), Patricia Neal (Caroline Mann), Barry Sullivan (Edward Roberts), Murvyn Vye (Mr. Antony)

## The Lonely Stage
- Diretto da:
- Scritto da:

### Trama
- Interpreti: Mary Astor (Harriet Brand), Macdonald Carey (Lenny Byrnes), Betty Furness (se stessa - annunciatrice sponsor), Irene Hervey (Beth Byrnes), Darryl Hickman (Matt), Jack Klugman (George Hall)

## The Fair-Haired Boy
- Diretto da:
- Scritto da:

### Trama
- Interpreti: Jackie Cooper (Dave Tuttle), Betty Furness (se stessa - annunciatrice sponsor), Bonita Granville (Ann), Robert H. Harris (Pogani), Darren McGavin (Tom Kendall), Ainslie Pryor (Dalsky), Patricia Smith (Clare), Lyle Talbot (Trent)

## A Dead Ringer
- Diretto da:
- Scritto da:

### Trama
- Interpreti: Marguerite Chapman (Laura), Jane Darwell (Anna), Betty Furness (se stessa - annunciatrice sponsor), Elizabeth Montgomery (Marcia), Gig Young (Philip Adams / Alan Fredericks)

## Tongues of Angels
- Diretto da:
- Scritto da:

### Trama
- Interpreti: Leon Ames (Cyrus Walker), Frances Farmer (Sarah Walker), Betty Furness (se stessa - annunciatrice sponsor), James MacArthur (Ben Adams), Margaret O'Brien (Jenny Walker), Olan Soule (dottore)

## The Award Winner
- Diretto da:
- Scritto da:

### Trama
- Interpreti: Eddie Bracken (George Short), Betty Furness (se stessa - annunciatrice sponsor), Gale Gordon (R.J. Fuller), Joanna Moore (June), Jack Oakie (Frank Rey)

## The Shadow of a Genius
- Diretto da:
- Scritto da:

### Trama
- Interpreti: Patricia Barry (Deborah), Betty Furness (se stessa - annunciatrice sponsor), Skip Homeier (Teddy), Boris Karloff (professore Theodore Koering), Eva Le Gallienne (Martha Koering), Vivian Nathan (Mrs. Benning)

## Mrs. 'Arris Goes to Paris
- Diretto da:
- Scritto da:

### Trama
- Interpreti: Jacques Bergerac (Jrye de Fauvel), Patricia Cutts (Penny Penrose), Gracie Fields (Mrs. Harris), Betty Furness (se stessa - annunciatrice sponsor), Joanne Linville (Midge Moore)

## The Desperate Age
- Diretto da:
- Scritto da:

### Trama
- Interpreti: Martin Balsam (Ed Coyne), Barbara Bel Geddes (Letty Greene), Wendell Corey (Will Robbins), Betty Furness (se stessa - annunciatrice sponsor), Aline MacMahon (Mrs. Greene)

## The Edge of Truth
- Diretto da:
- Scritto da:

### Trama
- Interpreti: Paul Douglas (Paul Kadsoe), Glenda Farrell (Claire), Scott Forbes (Ollie Winston), Betty Furness (se stessa - annunciatrice sponsor), John Lupton (Robert Rogart), Barbara Pepper (Ellie), Dolores Sutton (Elaine)

## The McTaggart Succession
- Diretto da:
- Scritto da:

### Trama
- Interpreti: Jim Backus (Tim McTaggart), Dennis Day (Dennis McTaggart), Hope Emerson (Rosie McTaggart), Betty Furness (se stessa - annunciatrice sponsor), William Gargan (Con McTaggart), Anne Helm (Kathleen Farrell)

## Kurishiki Incident
- Diretto da:
- Scritto da:

### Trama
- Interpreti: John Cassavetes (soldato Paul Greco), Ross Ford (tenente Winkleman), James Franciscus, Betty Furness (se stessa - annunciatrice sponsor), Sessue Hayakawa (Sato), Michi Kobi (Tama), Jack Mullaney (Fuller)

## A Funny-Looking Kid
- Diretto da:
- Scritto da:

### Trama
- Interpreti: Joan Blondell (Ruth Breen), Jack Carson (Harry Breen), Betty Furness (se stessa - annunciatrice sponsor), Frank McHugh (Barney)

## The Enemy Within
- Diretto da:
- Scritto da:

### Trama
- Interpreti: Noah Beery Jr., Dane Clark (maggiore Dick Brooks), Don DeFore (capitano George Lowry), Betty Furness (se stessa - annunciatrice sponsor), George Tobias (M / Sgt. Rich), Dick York (capitano Jay Hellman)

## Ticket to Tahiti
- Diretto da:
- Scritto da:

### Trama
- Interpreti: Betty Furness (se stessa - annunciatrice sponsor), Kim Hunter (Maggie Church), James MacArthur (Jim Gibson), Olive Sturgess (Shirley Gibson), Franchot Tone (Bill Gibson)

## The Strong Man
- Diretto da:
- Scritto da:

### Trama
- Interpreti: Barbara Baxley (Marcy Royce), Eric Fleming (Jace Farrow), James Franciscus (Johnny), Betty Furness (se stessa - annunciatrice sponsor), Everett Sloane (Ben Royce)

## The Left-Handed Welcome
- Diretto da:
- Scritto da:

### Trama
- Interpreti: Charles Aidman (Lew), Betty Furness (se stessa - annunciatrice sponsor), John Hoyt (giudice Cass), Judi Meredith (Anna), Tommy Sands (Buck Slater), Elaine Stritch (Shirley)

## The Man Who Asked for a Funeral
- Diretto da:
- Scritto da:

### Trama
- Interpreti: Corey Allen (Frankie), Mary Anderson (Hattie), Paul Bryar, John Cannon (se stesso - annunciatore), Betty Furness (se stessa - annunciatrice sponsor), Jack Klugman (Leo), Terry Moore (Annabelle), Otto Waldis, James Westerfield

## The Undiscovered
- Diretto da:
- Scritto da:

### Trama
- Interpreti: Philip Abbott (dottor Neil Campbell), Edward Andrews, Marilyn Erskine (Molly Campbell), Betty Furness (se stessa - annunciatrice sponsor), Nancy Hadley, John Lupton (dottor Paul Thatcher)

## Man Under Glass
- Diretto da:
- Scritto da:

### Trama
- Interpreti: Betty Furness (se stessa - annunciatrice sponsor), Peggy Ann Garner (Katey), Michael Landon (Rafael Martinez), Patrick Macnee (Bill Cheever), Jason Robards Sr. (Walter Osgood), Albert Salmi (Lenny Shank)

## A Delicate Affair
- Diretto da:
- Scritto da:

### Trama
- Interpreti: Betty Furness (se stessa - annunciatrice sponsor), Joanne Gilbert (Lydia Custard), Robert Horton (Tad Spencer), Francis Lederer (Rene d'Arcy), Mavis Neal Palmer (Miss Jessup), Charles Ruggles (J.D. Spencer)

## The Last Summer
- Diretto da:
- Scritto da:

### Trama
- Interpreti: Malcolm Atterbury (Jeweler), Betty Furness (se stessa - annunciatrice sponsor), Claire Griswold (Cathy), Dennis Hopper (Harry Wales), Vivian Nathan (Mrs. Wales)

## Tag-Along
- Diretto da:
- Scritto da:

### Trama
- Interpreti: Mario Alcalde (Mr. Talavera), Clifford Botelho (Juan), Burt Brinckerhoff (Kenny Bales), Míriam Colón (Mrs. Talavera), Joel Crothers (Marvin), Betty Furness (se stessa - annunciatrice sponsor), James Gregory (Mr. Bales)

## Birthday Present
- Diretto da:
- Scritto da:

### Trama
- Interpreti: Edgar Buchanan (Dan Ferris), Betty Furness (se stessa - annunciatrice sponsor), Mary Beth Hughes (Ginger Ferris), Betsy Jones-Moreland (Kitty O'Donoghue), Cecil Kellaway (Mick Rafferty), J.M. Kerrigan (Pether Flynn), Cesar Romero (Pat De Carlo)

## Bellingham
- Diretto da:
- Scritto da:

### Trama
- Interpreti: John Abbott (Travers), Leo G. Carroll (Bellingham), Noel Drayton (Agent), Betty Furness (se stessa - annunciatrice sponsor), Kenneth Haigh (Devry), Billy Patton (Croft)

## The Lady Died at Midnight
- Diretto da:
- Scritto da:

### Trama
- Interpreti: Lawrence Dobkin (Porter), Paul Douglas (capitano McCaffrey), Eddie Firestone (Hanson), Betty Furness (se stessa - annunciatrice sponsor), Earl Holliman (Wayne Pilgrim), Gary Merrill (Paul Gormay)

## Music U.S.A.
- Diretto da:
- Scritto da:

### Trama
- Interpreti: Billy Barty (se stesso), Diahann Carroll (se stessa), Betty Furness (se stessa), Benny Goodman (se stesso), Johnny Green (se stesso), Shelly Manne (se stesso), Red Mitchell (se stesso), André Previn (se stesso), Sheb Wooley (se stesso)

## No Place to Run
- Diretto da:
- Scritto da:

### Trama
- Interpreti: Barry Atwater (Fred Garnet), Rosemary DeCamp (Laura Weber), Betty Furness (se stessa - annunciatrice sponsor), Roberta Haynes (Amy Garnet), Tommy Rettig (Johnny Weber), Addison Richards (Arthur), Harry Townes (Karl Weber)

## Image of Fear
- Diretto da: Buzz Kulik
- Scritto da:

### Trama
- Interpreti: Lili Darvas, Nina Foch, Betty Furness (se stessa - annunciatrice sponsor), Dabbs Greer (Lewis), Donald Harron, Anna Lee, Eugenie Leontovich (Queen Andrea), Rod Taylor